# Мнацаканян, Вачаган Грачикович
Вачага́н (Ва́чик) Гра́чикович Мнацаканя́н (род. 23 июля 1960) — советский, армянский футболист; армянский тренер.

## Биография
С 1976 по 1979 год, также в 1981 году и в 1983—1985 годах играл в составе команды второй лиги «Ширак» Ленинакан в качестве полузащитника.
В 1995 году в переходном весеннем чемпионате Армении 1995 года был главным тренером клуба «Арагац» Гюмри, который участвовал в высшей лиге Армении: в следующем сезоне Мнацаканян сыграл в семи матчах.
В 2003—2004 годах был начальником команды «Ширак» Гюмри.